# Aimé De Loy
Pour les articles homonymes, voir Desloye et De Loy.
 (décembre 2023).
La mise en forme du texte ne suit pas les recommandations de Wikipédia : il faut le « wikifier ».
Les points d'amélioration suivants sont les cas les plus fréquents :
- Les titres sont pré-formatés par le logiciel. Ils ne sont ni en capitales, ni en gras.
- Le texte ne doit pas être écrit en capitales (les noms de famille non plus), ni en gras, ni en italique, ni en « petit »…
- Le gras n'est utilisé que pour surligner le titre de l'article dans l'introduction, une seule fois.
- L'italique est rarement utilisé : mots en langue étrangère, titres d'œuvres, noms de bateaux, etc.
- Les citations ne sont pas en italique mais en corps de texte normal. Elles sont entourées par des guillemets français : « et ».
- Les listes à puces sont à éviter, des paragraphes rédigés étant largement préférés. Les tableaux sont à réserver à la présentation de données structurées (résultats, etc.).
- Les appels de note de bas de page (petits chiffres en exposant, introduits par l'outil «  Source ») sont à placer entre la fin de phrase et le point final[comme ça].
- Les liens internes (vers d'autres articles de Wikipédia) sont à choisir avec parcimonie. Créez des liens vers des articles approfondissant le sujet. Les termes génériques sans rapport avec le sujet sont à éviter, ainsi que les répétitions de liens vers un même terme.
- Les liens externes sont à placer uniquement dans une section « Liens externes », à la fin de l'article. Ces liens sont à choisir avec parcimonie suivant les règles définies. Si un lien sert de source à l'article, son insertion dans le texte est à faire par les notes de bas de page.
- La présentation des références doit suivre les conventions bibliographiques. Il est recommandé d'utiliser les modèles {{Ouvrage}}, {{Chapitre}}, {{Article}}, {{Lien web}} et/ou {{Bibliographie}}. Le mode d'édition visuel peut mettre en forme automatiquement les références.
- Insérer une infobox (cadre d'informations à droite) n'est pas obligatoire pour parachever la mise en page.

Pour une aide détaillée, merci de consulter Aide:Wikification.
Si vous pensez que ces points ont été résolus, vous pouvez retirer ce bandeau et améliorer la mise en forme d'un autre article.
Jean Baptiste Aimé Desloye, alias Aimé De Loy, (1798-1834) est un poète et journaliste français.

## Biographie
Son père François-Xavier Desloye, marchand, et sa mère Marie Lamboley lui donnent naissance le 3 ventôse an VI (21 février 1798) à Plancher-Bas (Haute-Saône). Placé encore jeune chez un prêtre d'Alsace, il apprend l'allemand et le latin. A la mort de son père, il revient à Besançon et entre au lycée avant de suivre des études de droit à Strasbourg mais qu'il consacre surtout à l'étude des langues, l'anglais, l'espagnol, le portugais, l'allemand en complément des langues mortes, grec et latin. Cette attirance pour les langues l'amène à fonder en 1815 avec un ami un journal Le Philologue qui sera censuré par la police impériale pendant les Cent-Jours.
En 1809 il épouse Clarice Duchelard, la nièce de Joseph Michaud, qui lui donne deux filles.
A Paris, il peut rêver à la littérature qui l'attire plus que le droit, ce qu'il concrétise en publiant ses premiers essais poétiques dans l'Almanach des Muses. Mais il a besoin d'une profession pour entretenir son ménage, ce qu'il trouve à Luxeuil comme régisseur d'une papeterie. Il échoue dans cette entreprise, son esprit trop poétique l'éloigne des affaires et l'amène en Amérique du sud où il fonde un journal L'Estrella Brasileira dans lequel il publie un projet de constitution à l'attention du nouveau souverain du Brésil Pedro de Alcāntara. Le succès de cette publication lui procure gloire et fortune jusqu'au moment où la haute position des français au Brésil fait ombrage aux Portugais et aux Brésiliens qui le menacent de mort et le contraignent à rentrer en France en 1824.
Il retrouve sa femme et ses deux filles en France mais ne sait toujours pas trouver une position stable. Son voyage et son séjour au Brésil ont accru ses facultés de poète mais pas celles de gestionnaire qui, pour une sombre affaire de lettres de change, l'amène en prison . A sa sortie, il passe en Angleterre, puis en Belgique et enfin à Genève. C'est dans cette ville qu'il prend connaissance d'une revue lyonnaise L'Indépendant dont l'esprit caustique le ravit. Il s'empresse alors de leur envoyer des articles qui lui permettent d'être attaché de rédaction.
Le 18 octobre 1826, se crée à Lyon une Académie provinciale destinée à réunir des hommes de lettres hors Paris. De Loy en devient secrétaire. C'est dans le cadre de cette Académie qu'il fait publier ses Préludes poétiques en janvier 1827. Après l'Académie provinciale qui fut éphémère, on le trouve rédacteur dans un journal à Saint-Étienne, le Mercure Ségusien, puis rédacteur du journal Mémorial de la Scarpe à Douai. Au même moment, il découvre les œuvres de la poétesse Marceline Desbordes-Valmore à qui il dédiera quelques vers, auxquels elle répondra après son décès en lui dédiant un poème A la mémoire d'Aimé De Loy.
Instable, il change constamment de lieu jusqu'à sa mort le 26 mai 1834 à Saint-Étienne.

## Publications
- Six ans après sa mort, ses amis réunissent ses poèmes dans un recueil posthume Feuilles aux vents, Lyon et Paris, L.Boitel et Dumont, 1840, lire en ligne
- Les plaisirs d'un ami de la Campagne et des Muses, 1816[9]
- Préludes poétiques, 1827

## Sources
- A. Couturier, Notice Aimé de Loy, Lyon, L. Boitel, 1840 (lire en ligne), en tête du recueil posthume de sa poésie Feuilles aux vents
- Antoine Bereur, Un poète oublié: Aimé de Loy, Besançon, Typographie et lithographie Jacquin, 1905 (lire en ligne)